# Burg Wildenstein (Eschau)
Die Burgruine Wildenstein gehört zum Weiler Wildenstein, einem Ortsteil von Eschau im unterfränkischen Landkreis Miltenberg in Bayern.

## Geografische Lage
Die Ruine der Höhenburg liegt auf dem schmalen, bewaldeten Höhengrat des Sommerberges auf 350 m ü. NN, der zwischen den Schmaltälern des Rechbaches (teils auch als Brunnfloßgraben bezeichnet) und des Aalenbaches (der im Hollergrund entspringt) in ost-westlicher Richtung vom Massiv des Heckberges sich gegen das Tal der Elsava erstreckt. Die Ruine liegt auf einem steilen Abfall gegen Norden und Süden. Der Weg führt vom Weiler Wildenstein in Windungen den Südabhang des Höhengrates steil empor und mündet oben an dem Abschnitt des Ringgrabens, der den vorgeschobenen Torbau umgibt.
Es ist die einzige erhaltene Burganlage im inneren Spessart.

## Geschichte
Bisher wurde angenommen, dass die Burg etwa Anfang des 13. Jahrhunderts durch die Grafen von Rieneck errichtet wurde, vermutlich zum Schutz der Rienecker Besitzungen gegen die benachbarten Kurmainzischen Orte. Die Ausgrabungen des Archäologischen Spessartprojektes von 2011 und 2012 ergaben aber frühstaufische Funde, deren sehr sorgfältig gearbeitete Buckelquader mit Randflächen und flach abgearbeiteten Sichtflächen über Keramik und Ziegel im ältesten Besiedelungshorizont nördlich des Palas durch Funde von hellgebrannter, glimmerhaltiger Vorspessartware mit kaum abgesetzten Rändern und Hohlziegeln aus weißgebranntem Ton mit roter Engobe schon ins 12. Jahrhundert datiert werden. Sie ähneln dabei Funden aus dem Burgstall Ketzelburg bei Haibach. Dabei wird die Geschichte der Burg in fünf Perioden unterteilt:
1. eine frühstaufische Periode
2. die rieneckerzeitliche Burg
3. die Zerstörung der Burg um 1260
4. Wiederaufbau der Burg im beginnenden 14. Jahrhundert
5. Burgumbau mit neuem Wehrkonzept gegen Ende des 14. Jahrhunderts
6. Umbau/Umnutzung der Burg zur Kellerei in der frühen Neuzeit
7. Burgaufgabe und Niederlegung des Palas um 1700

Urkundlich wird sie zum ersten Mal 1260 genannt. In einer Fehde der Grafen gegen Kurmainz und Reinhard I. von Hanau war die Burg genommen worden. Noch sichtbarer Ausdruck davon ist der sogenannte Burgstall Alteburg wenige Hundert Meter östlich über dem Kamm gelegen, eine mit Wall-Graben-System umgebene kurzlebige Gegenburg der Mainzer.
Zwischen Rieneck und Mainz kam es zum Vergleich. Die Grafen von Rieneck wurden zur Anerkennung der Mainzischen Rechte gezwungen und mussten versprechen, im Gebiet des Spessarts keine Burg mehr zu erbauen. Trotzdem gingen sie unmittelbar darauf an den Bau des castrum Esche (Burg Eschau), wogegen Mainz wiederum protestierte. 1261 kam es zu einem neuen Vergleich, worin sich die Brüder Ludwig, Gerhard und Heinrich von Rieneck, verpflichteten, keinen »Burglichbu« auf Mainzer Grund zu errichten, nachdem durch Bischof Wernher von Mainz das Schloss Esche zerstört worden war. Als der Erzbischof dann selbst eine Burg bei Eschau zu bauen begann, protestierten dagegen die Rienecker. Gleichzeitig machten sie sich daran, die Burg Wildenstein wiederherzustellen. 1266 kam es zu einem neuerlichen Vergleich. Die Grafen von Rieneck versprachen dem Erzbischof Wernher, 500 Mark Silber zu bezahlen und verpfändeten sich dem Vermittler, dem Grafen Hermann von Henneberg, für 300 Mark mit dem castrum Wildenstein. Auch verpflichteten sie sich, das castrum Ronnenbach zum Schleifen zu übergeben. Im Januar 1271 mussten sich die Grafen dem Mainzer Erzbischof bei einer Zusammenkunft in Aschaffenburg bedingungslos unterwerfen.
Um sich später gegen Mainz zu sichern, trugen sie Burg Wildenstein, die Dörfer Eschau und Kleinheubach, dem Pfalzgrafen bei Rhein als Lehen auf. Im Rienecker Besitz blieb die Burg bis zum Aussterben des Geschlechts. Sie war Sitz des Rienecker Amtmanns im Amt Wildenstein. 1340 wird Johann Gundelwin als Amtmann von Wildenstein genannt, 1382 ein Herr von Fechenbach als Edelknecht, 1420 Eberhard Rüd von Kollenberg als Burgmann. 1319 war die Burg teilweise verpfändet. Als Graf Philipp, der mit Margareta von Erbach vermählt war, der letzte Rienecker, kinderlos blieb, ließ sich 1520 Eberhard Schenk von Erbach die Anwartschaft auf die Pfälzischen Lehen der Rienecker zusichern. 1559 zogen dann nach Graf Philipps Tode die Pfalzgrafen bei Rhein die Burg Wildenstein als heimgefallenes Lehen an sich und übergaben sie den Grafen von Erbach 1560 als freies Allodialgut. Die Burg blieb unter den Grafen von Erbach zunächst noch Sitz des Amtmannes, wurde dann aufgelassen und dem Verfall preisgegeben.
In den 1680er Jahren lebte der letzte Amtmann des Grafen Erbach, Johannes Schnellbacher, mit seiner Frau Anna Maria und seinen neun Kindern auf Wildenstein. Zu diesem Zeitpunkt war die Burg schon baufällig. Am 25. Dezember 1689 starb Johannes Schnellbacher und wurde am 27. Dezember in Eschau beigesetzt. Mit der darauf folgenden Verlagerung der Kellereirechte büßte die Burg Wildenstein ihre letzte Funktion ein und verfiel endgültig.

## Beschreibung
Die alte, romanische Burg des frühen 13. Jahrhunderts war eine einfache Anlage, geschützt nur durch den Ringgraben und die mächtige Ringmauer, deren alter Bestand durch die großen Buckelquader mit Zangenlöchern charakterisiert wird. In der östlichen Schildmauer zeichnet sich eine große Bresche ab, die wahrscheinlich bei der Belagerung von 1260 durch Blidenbeschuss geschlagen und danach mit weniger qualitätvollem Quaderwerk wieder geschlossen wurde. An dieser Stelle, der Hauptangriffsseite der Burg, wird auch der heute verschwundene Bergfried vermutet, der bei der Belagerung wohl beschädigt und anschließend abgetragen wurde. Als Ersatz wurde in gotischer Zeit ein bergfriedähnlicher kleinerer Turm auf der Nordseite in die damals ebenfalls umgebaute Ringmauer eingefügt. 
Von der Anlage sind große Teile der Ringmauer, der Torbau aus dem 14. Jahrhundert, der rechteckige Nordturm sowie ein Kellergewölbe und Teile des Wohngebäudes in teilweise baufälligem Zustand erhalten. Seit 1997 kümmert sich eine Interessensgruppe, die 2002 den Verein „Burgfreunde Wildenstein e. V.“ gründete, um den Erhalt der Burgruine. Im Rahmen der Sanierung des Palas führte das Archäologische Spessartprojekt im Auftrag des Burgenvereins und mit dessen Unterstützung sowie in Abstimmung mit dem Bayerischen Landesamt für Denkmalpflege von April bis Juni 2011 eine baubegleitende Dokumentation und Ausgrabungen durch. Diese konnten auch 2012 weitergeführt werden. Eines der Resultate ist die Feststellung, dass die Mauern des Gebäudes bis auf den natürlichen Fels gegründet wurden; beim Umbau des Palas in gotischer Zeit wurden Buckelquader des zerstörten Bergfrieds zweitverwendet. Die „Burgfreude“ haben innerhalb von 25 Jahren Restaurierungsarbeiten am Zwinger, an Toren, einem kleineren Turm, dem Halsgraben und dem Mauerring durchgeführt.